# Morti nel 2022/Maggio
| Questa pagina contiene informazioni ricavate automaticamente dalle voci biografiche con l'ausilio del template Bio e di un bot. L'aggiornamento è periodico e automatico e ricostruisce completamente la pagina. Se manca una persona in questa lista, sei pregato di non aggiungerla, ma accertati piuttosto che la sua voce biografica contenga il template Bio e che i dati anagrafici siano correttamente compilati. Se il template Bio manca, inseriscilo tu stesso o, in alternativa, metti l'avviso {{tmp\|Bio}} che ne segnala la mancanza. Se i dati riportati sono sbagliati, correggi direttamente la voce biografica; le modifiche saranno visibili in questa lista entro pochi giorni. Per chiarimenti vedi il progetto biografie. La lista contiene solo le 202 persone che sono citate nell'enciclopedia e per le quali è stato implementato correttamente il template Bio. Pagina aggiornata al 2 ago 2025. |

- 1º maggio - Millie Bailey, militare e funzionaria statunitense (n. 1918)
- 1º maggio - Ángela Hernández, politica, avvocata e giornalista colombiana (n. 1990)
- 1º maggio - Dominique Lecourt, filosofo francese (n. 1944)
- 1º maggio - Cathy Ménard, attrice pornografica francese (n. 1954)
- 1º maggio - Ivica Osim, allenatore di calcio e calciatore jugoslavo (n. 1941)
- 1º maggio - Ric Parnell, batterista e attore britannico (n. 1951)
- 1º maggio - Régine, cantante, attrice e imprenditrice belga (n. 1929)
- 1º maggio - Charles Siebert, attore statunitense (n. 1938)
- 1º maggio - Michel Vinaver, drammaturgo, scrittore e dirigente d'azienda francese (n. 1927)
- 1º maggio - Jerry Ver Dorn, attore statunitense (n. 1949)
- 2 maggio - Vitalij Dzerbjanëŭ, sollevatore bielorusso (n. 1976)
- 2 maggio - Biancamaria Frabotta, poetessa e saggista italiana (n. 1946)
- 2 maggio - Axel Leijonhufvud, economista svedese (n. 1933)
- 2 maggio - Joseph Raz, filosofo israeliano (n. 1931)
- 2 maggio - Emmerich Tarabocchia, calciatore e allenatore di calcio italiano (n. 1946)
- 2 maggio - Jurij Vasenin, calciatore sovietico (n. 1948)
- 2 maggio - Gianfranco De Bosio, regista, sceneggiatore e impresario teatrale italiano (n. 1924)
- 3 maggio - Egidio Alagna, politico e magistrato italiano (n. 1935)
- 3 maggio - Luca Boschi, fumettista, giornalista e blogger italiano (n. 1956)
- 3 maggio - Tony Brooks, pilota automobilistico britannico (n. 1932)
- 3 maggio - Lino Capolicchio, attore, sceneggiatore e regista italiano (n. 1943)
- 3 maggio - Francesco D'Agostino, giurista e filosofo italiano (n. 1946)
- 3 maggio - George Horvath, pentatleta svedese (n. 1960)
- 3 maggio - Norman Mineta, politico statunitense (n. 1931)
- 3 maggio - Emilio Raffaele Papa, storico e avvocato italiano (n. 1931)
- 3 maggio - Boris Porena, musicologo e compositore italiano (n. 1927)
- 3 maggio - Michel Schooyans, filosofo, teologo e presbitero belga (n. 1930)
- 3 maggio - Mieke Wijaya, attrice indonesiana (n. 1940)
- 4 maggio - Sergio Fontanari, politico italiano (n. 1930)
- 4 maggio - Albin Julius, cantante, musicista e produttore discografico austriaco (n. 1967)
- 4 maggio - Howie Pyro, bassista, chitarrista e musicista statunitense (n. 1960)
- 4 maggio - Harm Ottenbros, ciclista su strada e pistard olandese (n. 1943)
- 4 maggio - Stanislaŭ Šuškevič, politico, fisico e matematico bielorusso (n. 1934)
- 4 maggio - Géza Varasdi, velocista ungherese (n. 1928)
- 5 maggio - Umberto Coldagelli, storico italiano (n. 1931)
- 5 maggio - Ronald Lopatni, pallanuotista jugoslavo (n. 1944)
- 5 maggio - Théodore Zué Nguéma, calciatore e allenatore di calcio gabonese (n. 1973)
- 5 maggio - José Luis Violeta, calciatore spagnolo (n. 1941)
- 5 maggio - Kenneth Welsh, attore canadese (n. 1942)
- 5 maggio - Leo Wilden, calciatore tedesco (n. 1936)
- 6 maggio - Eugenio Allegri, attore italiano (n. 1956)
- 6 maggio - Patricia A. McKillip, scrittrice statunitense (n. 1948)
- 6 maggio - George Pérez, fumettista statunitense (n. 1954)
- 6 maggio - Ralph Polson, cestista statunitense (n. 1929)
- 7 maggio - Adel Al Mulla, calciatore qatariota (n. 1970)
- 7 maggio - Antón Arieta, calciatore spagnolo (n. 1946)
- 7 maggio - Jurij Averbach, scacchista, scrittore e compositore di scacchi russo (n. 1922)
- 7 maggio - Jürgen Blin, pugile tedesco (n. 1943)
- 7 maggio - Elisa Maria Damião, politica portoghese (n. 1946)
- 7 maggio - Mickey Gilley, cantante e musicista statunitense (n. 1936)
- 7 maggio - Kang Soo-yeon, attrice sudcoreana (n. 1966)
- 7 maggio - Jack Kehler, attore statunitense (n. 1946)
- 7 maggio - Bruce MacVittie, attore statunitense (n. 1956)
- 7 maggio - Maria Radnoti-Alföldi, archeologa e numismatica ungherese (n. 1926)
- 7 maggio - Antonio Tiberio, psicologo e scrittore italiano (n. 1946)
- 7 maggio - Angela Tiraboschi, supercentenaria italiana (n. 1910)
- 7 maggio - Gaetano Valenti, politico italiano (n. 1946)
- 8 maggio - Luciano Cresci, ingegnere e scrittore italiano (n. 1932)
- 8 maggio - Marija Gusakova, fondista sovietica (n. 1931)
- 8 maggio - Roberto Manganotto, calciatore italiano (n. 1943)
- 8 maggio - Fred Ward, attore statunitense (n. 1942)
- 9 maggio - Paolo Dalle Fratte, politico italiano (n. 1951)
- 9 maggio - Tadeusz Grygiel, cestista polacco (n. 1954)
- 9 maggio - Timothy V. Johnson, politico statunitense (n. 1946)
- 9 maggio - Jody Lukoki, calciatore congolese (Repubblica Democratica del Congo) (n. 1992)
- 9 maggio - Adreian Payne, cestista statunitense (n. 1991)
- 9 maggio - Qin Yi, attrice cinese (n. 1922)
- 9 maggio - Peter Ristner, sciatore alpino svedese (n. 1944)
- 9 maggio - Norbert Samuelson, filosofo e teologo statunitense (n. 1936)
- 9 maggio - Davyd Žvanija, politico ucraino (n. 1967)
- 10 maggio - Richard Benson, chitarrista, cantautore e personaggio televisivo britannico (n. 1955)
- 10 maggio - Hanns-Peter Boehm, chimico tedesco (n. 1928)
- 10 maggio - María Duval, attrice argentina (n. 1926)
- 10 maggio - Leonid Kravčuk, politico ucraino (n. 1934)
- 10 maggio - Bob Lanier, cestista e allenatore di pallacanestro statunitense (n. 1948)
- 10 maggio - Matei Ruhring, cestista e allenatore di pallacanestro rumeno (n. 1942)
- 11 maggio - Shireen Abu Akleh, giornalista palestinese (n. 1971)
- 11 maggio - Juan Amat, hockeista su prato spagnolo (n. 1946)
- 11 maggio - John Lee Canley, militare statunitense (n. 1937)
- 11 maggio - Caterina Emili, giornalista, scrittrice e editrice italiana (n. 1948)
- 11 maggio - Paul Ginsborg, storico inglese (n. 1945)
- 11 maggio - Henk Groot, calciatore olandese (n. 1938)
- 11 maggio - Dick Hanley, nuotatore statunitense (n. 1936)
- 11 maggio - Claude Peter, cestista francese (n. 1947)
- 11 maggio - Alexander Toradze, pianista georgiano (n. 1952)
- 12 maggio - Haleh Afshar, politica, docente e giornalista britannica (n. 1944)
- 12 maggio - Gino Cappelletti, giocatore di football americano statunitense (n. 1934)
- 12 maggio - Paul Makler, schermidore statunitense (n. 1920)
- 12 maggio - Francesco Nucara, politico italiano (n. 1940)
- 12 maggio - Giorgio Pasetto, politico italiano (n. 1941)
- 13 maggio - Teresa Berganza, mezzosoprano spagnolo (n. 1933)
- 13 maggio - Ben Mottelson, fisico statunitense (n. 1926)
- 13 maggio - Simon Preston, organista e compositore britannico (n. 1938)
- 13 maggio - Viktor Samochin, calciatore sovietico (n. 1956)
- 13 maggio - Rosemarie von Trapp, cantante austriaca (n. 1929)
- 13 maggio - Yang Hyong-sop, politico nordcoreano (n. 1925)
- 13 maggio - Khalifa bin Zayed Al Nahyan, sovrano emiratino (n. 1948)
- 14 maggio - América Alonso, attrice venezuelana (n. 1936)
- 14 maggio - Piero Carletto, canottiere italiano (n. 1963)
- 14 maggio - Matteo Guarnaccia, artista, critico d'arte e viaggiatore italiano (n. 1954)
- 14 maggio - John W. Huffman, chimico statunitense (n. 1932)
- 14 maggio - Peter Nicholas, imprenditore statunitense (n. 1941)
- 14 maggio - Valerio Onida, costituzionalista italiano (n. 1936)
- 14 maggio - Lil Keed, rapper statunitense (n. 1998)
- 14 maggio - Maxi Rolón, calciatore argentino (n. 1995)
- 14 maggio - Ferdinando Signorelli, politico e medico italiano (n. 1928)
- 14 maggio - Hermann Stöcker, calciatore tedesco orientale (n. 1938)
- 14 maggio - Francesco Zerrillo, vescovo cattolico italiano (n. 1931)
- 15 maggio - Rainer Basedow, attore e doppiatore tedesco (n. 1938)
- 15 maggio - Pierluigi Di Piazza, presbitero e attivista italiano (n. 1947)
- 15 maggio - Ricky Gardiner, chitarrista e compositore scozzese (n. 1948)
- 15 maggio - Stevan Ostojić, allenatore di calcio e calciatore jugoslavo (n. 1941)
- 16 maggio - John Aylward, attore statunitense (n. 1946)
- 16 maggio - Algis Ignatavicius, cestista lituano (n. 1932)
- 16 maggio - Hubert Niel, ciclista su strada francese (n. 1941)
- 16 maggio - Ademola Okulaja, cestista tedesco (n. 1975)
- 16 maggio - Carol Ann Peters, danzatrice su ghiaccio statunitense (n. 1932)
- 17 maggio - Henry Mavrodin, pittore rumeno (n. 1937)
- 17 maggio - Antonio Oviedo, calciatore e allenatore di calcio spagnolo (n. 1938)
- 17 maggio - Vangelis, compositore e polistrumentista greco (n. 1943)
- 17 maggio - Francesc Rodríguez, calciatore, allenatore di calcio e dirigente sportivo spagnolo (n. 1934)
- 17 maggio - Serafino Stefani, bobbista italiano (n. 1925)
- 18 maggio - Werner Israel, fisico canadese (n. 1931)
- 18 maggio - Faouzi Mansouri, calciatore algerino (n. 1956)
- 18 maggio - Bob Neuwirth, cantautore, chitarrista e produttore discografico statunitense (n. 1939)
- 18 maggio - Paul Plimley, pianista, vibrafonista e musicista canadese (n. 1963)
- 19 maggio - Jean-Louis Comolli, regista, critico cinematografico e critico musicale francese (n. 1941)
- 19 maggio - Hyon Chol-hae, generale e politico nordcoreano (n. 1934)
- 19 maggio - Dušan Kabát, calciatore cecoslovacco (n. 1944)
- 19 maggio - Sam Smith, cestista statunitense (n. 1944)
- 19 maggio - Lucio Valle, politico e avvocato italiano (n. 1936)
- 19 maggio - Bernard Wright, tastierista e cantante statunitense (n. 1963)
- 19 maggio - Jan Zagers, ciclista su strada belga (n. 1931)
- 20 maggio - Alfredo Genovesio, calciatore italiano (n. 1932)
- 20 maggio - Susan Roces, attrice filippina (n. 1941)
- 20 maggio - Walter Valentini, pittore, scultore e incisore italiano (n. 1928)
- 21 maggio - Marco Cornez, calciatore cileno (n. 1958)
- 21 maggio - Jane Haist, discobola e pesista canadese (n. 1949)
- 21 maggio - Heddy Honigmann, regista peruviana (n. 1951)
- 21 maggio - Enric Marco, sindacalista spagnolo (n. 1921)
- 21 maggio - Rosemary Radford Ruether, teologa statunitense (n. 1936)
- 21 maggio - Mario Tesconi, calciatore italiano (n. 1931)
- 21 maggio - Tania Tinoco, giornalista ecuadoriana (n. 1963)
- 21 maggio - Jiří Zídek, cestista e allenatore di pallacanestro cecoslovacco (n. 1944)
- 22 maggio - Paolo Arrigoni, politico italiano (n. 1957)
- 22 maggio - Mario Birardi, politico italiano (n. 1930)
- 22 maggio - Teresa Buongiorno, scrittrice, storica e autrice televisiva italiana (n. 1930)
- 22 maggio - Hazel Henderson, economista inglese (n. 1933)
- 22 maggio - Takashi Ishii, regista, sceneggiatore e fumettista giapponese (n. 1946)
- 22 maggio - Dervla Murphy, avventuriera irlandese (n. 1931)
- 22 maggio - Miro Silvera, scrittore, poeta e traduttore italiano (n. 1942)
- 22 maggio - Peter Lamborn Wilson, filosofo, mistico e saggista statunitense (n. 1945)
- 23 maggio - Francesco Ferrari, politico italiano (n. 1946)
- 23 maggio - Maja Lidia Kossakowska, scrittrice polacca (n. 1972)
- 23 maggio - Horst Sachtleben, attore e doppiatore tedesco (n. 1930)
- 24 maggio - Faustino Ardesi, calciatore e allenatore di calcio italiano (n. 1921)
- 24 maggio - Gennaro Cannavacciuolo, attore, cantante e cabarettista italiano (n. 1962)
- 24 maggio - Ouka Leele, pittrice, fotografa e poetessa spagnola (n. 1957)
- 24 maggio - Maurizio Silvi, truccatore italiano (n. 1949)
- 24 maggio - Thomas Ulsrud, giocatore di curling norvegese (n. 1971)
- 25 maggio - Gijs de Lange, attore e regista teatrale olandese (n. 1956)
- 25 maggio - Lü Changxin, cestista e allenatore di pallacanestro cinese (n. 1937)
- 25 maggio - Gary Nelson, regista statunitense (n. 1934)
- 26 maggio - Andrea Canevaro, pedagogista e editore italiano (n. 1939)
- 26 maggio - Ciriaco De Mita, politico italiano (n. 1928)
- 26 maggio - Andrew Fletcher, tastierista e musicista britannico (n. 1961)
- 26 maggio - Ray Liotta, attore statunitense (n. 1954)
- 26 maggio - Claude Michelet, scrittore francese (n. 1938)
- 26 maggio - Enju Todorov, lottatore bulgaro (n. 1943)
- 26 maggio - Alan White, batterista britannico (n. 1949)
- 27 maggio - Guido Bonino, politico italiano (n. 1931)
- 27 maggio - Eloisa Cianni, attrice e modella italiana (n. 1932)
- 27 maggio - Don Goldstein, cestista statunitense (n. 1937)
- 27 maggio - Alfonso Ochoa, tennista messicano
- 27 maggio - Ruggero Ravenna, sindacalista italiano (n. 1925)
- 27 maggio - Angelo Sodano, cardinale e arcivescovo cattolico italiano (n. 1927)
- 27 maggio - Ramón Wiltz, cestista cubano (n. 1926)
- 28 maggio - Walter Abish, scrittore statunitense (n. 1931)
- 28 maggio - Evaristo Carvalho, politico saotomense (n. 1941)
- 28 maggio - Bo Hopkins, attore statunitense (n. 1938)
- 28 maggio - Patrizia Lari, attrice italiana (n. 1933)
- 28 maggio - Marino Masè, attore italiano (n. 1939)
- 28 maggio - Bujar Nishani, politico albanese (n. 1966)
- 28 maggio - Ernesto Vecchi, vescovo cattolico italiano (n. 1936)
- 29 maggio - Ariel Besse, attrice francese (n. 1965)
- 29 maggio - Ronnie Hawkins, cantautore e musicista canadese (n. 1935)
- 29 maggio - Maria Mirecka-Loryś, partigiana polacca (n. 1916)
- 30 maggio - Pietro Benedetti, calciatore italiano (n. 1926)
- 30 maggio - John G. Cawelti, scrittore statunitense (n. 1929)
- 30 maggio - Friedrich Christian Delius, scrittore e poeta tedesco (n. 1943)
- 30 maggio - Jeff Gladney, giocatore di football americano statunitense (n. 1996)
- 30 maggio - Milton Gonçalves, attore, drammaturgo e regista televisivo brasiliano (n. 1933)
- 30 maggio - Luigi Lombardi Satriani, antropologo e politico italiano (n. 1936)
- 30 maggio - Jacques Nicolaou, fumettista, illustratore e sceneggiatore francese (n. 1930)
- 30 maggio - Boris Pahor, scrittore sloveno (n. 1913)
- 30 maggio - Carlo Smuraglia, politico, avvocato e partigiano italiano (n. 1923)
- 30 maggio - Bob Talamini, giocatore di football americano statunitense (n. 1939)
- 31 maggio - Egbert Hirschfelder, canottiere tedesco (n. 1942)
- 31 maggio - Papy Kiembe, cestista e allenatore di pallacanestro della Repubblica Democratica del Congo
- 31 maggio - Ingram Marshall, compositore e docente statunitense (n. 1942)
- 31 maggio - Jacques N'Guea, calciatore camerunese (n. 1955)
- 31 maggio - Gilberto Rodríguez Orejuela, criminale colombiano (n. 1939)